# Euphthiracarus kunsti
Euphthiracarus kunsti är en kvalsterart som först beskrevs av František Starý 1988.  Euphthiracarus kunsti ingår i släktet Euphthiracarus och familjen Euphthiracaridae. Inga underarter finns listade i Catalogue of Life.